# Smut Kingdom
Smut Kingdom è il sesto album in studio del gruppo musicale death metal Pungent Stench, pubblicato nel 2018 dalla Dissonance Productions.

## Tracce
1. Aztec Holiday – 05:00
2. Persona Non Grata – 04:31
3. Devil's Work – 04:04
4. Brute – 04:39
5. King of Smut – 03:22
6. Suicide Bombshell – 04:49
7. Opus Dei – 05:02
8. I Require Death Sentence – 03:34
9. Me Gonzo – 03:55
10. Planet of the Dead – 08:16

## Formazione
- El Cochino - voce, chitarra
- El Gore - basso, voce
- Rector Stench - batteria